# Adelardo Covarsí

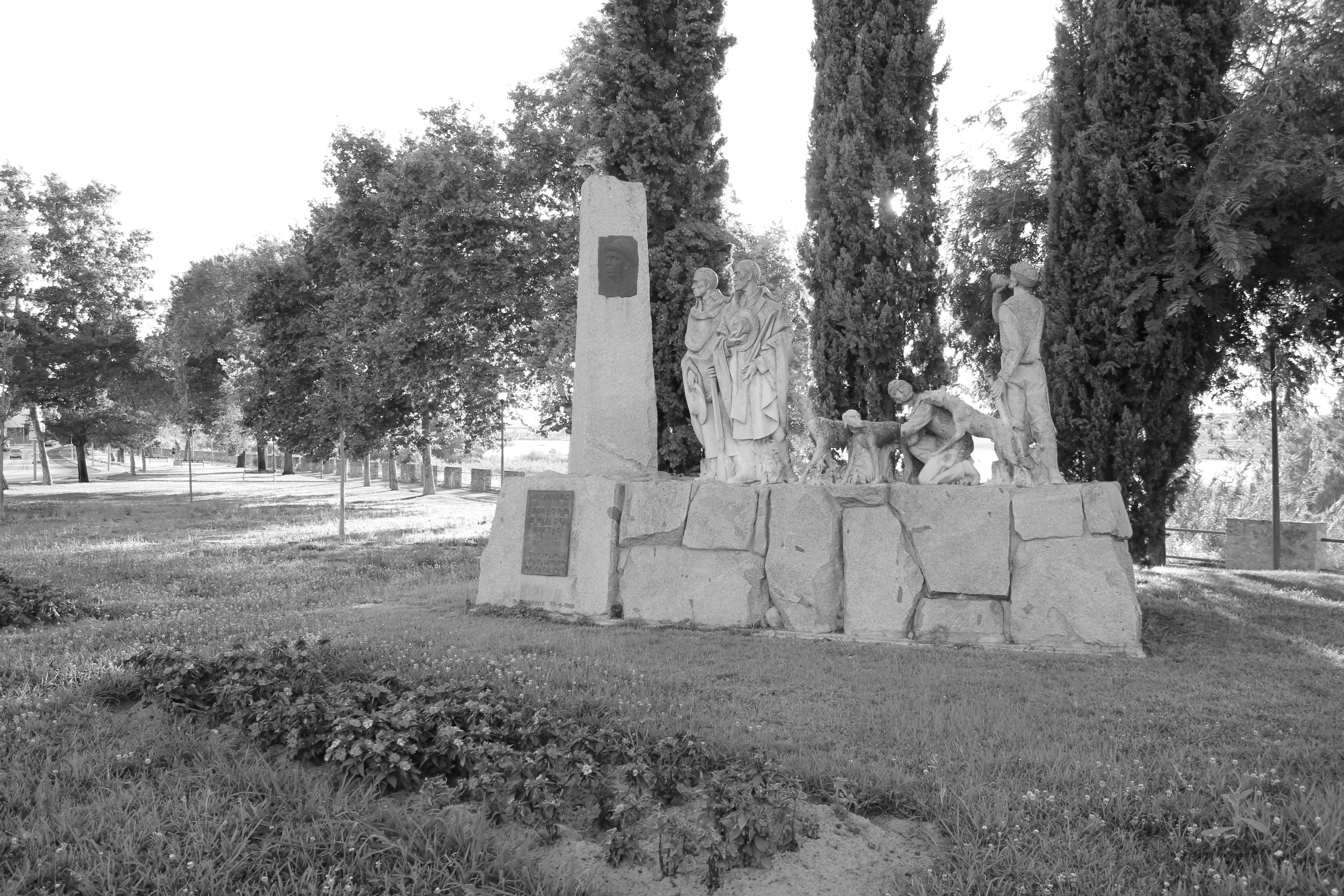
Monumento a Adelardo Covarsí em Badajoz

Adelardo Covarsí Yustas (Badajoz, 24 de abril de 1885 — Badajoz, 26 de agosto de 1951) foi um pintor espanhol que se destacou pela sua técnica e cuja obra é versa temas tradicionais, rurais, de caça e paisagens da sua Estremadura natal.

## Vida e obra
Na sua obra é patente o seu interesse pelas paisagens em entardeceres outonais, com um colorido rosáceo que impregnou nas nuvens e céus, caraterísticas das dehesas[a] Nos campos da meseta pintados por Covarsí encontra-se frequentemente um castelo e escarpas rochosas. Covarsí terá sido o primeiro paisagista a  retratar os campos estremenhos, que mostra a pretexto de caçadas. Os seus quadros de caça mostram cenas do fim da jornada, num ambiente familiar, e não os tiros ou apresamentos.
Teve bastante êxito não só nesse género mas também no retrato. Tem também uma série de pinturas de pescadores, marinheiros e personagens anónimos populares. Os temas tradicionais que tratou são celebrações e romarias, em que se destacam os trajes regionais.
Adelardo iniciou os seus estudos artísticos em 1903 na Real Academia de Belas-Artes de São Fernando de Madrid. Em 1907 obteve o lugar de professor de desenho na Escola de Artes e Ofícios de Badajoz. Viajou em Espanha, Itália, França, Portugal, Grã-Bretanha e Países Baixos para completar a sua formação. Como diretor da Escola de Artes e Ofícios de Badajoz e como primeiro diretor do Museu Provincial de Belas Artes de Badajoz desempenhou um papel importante na cultura local.

## Prémios
- 1906 — Menção honrosa na Exposição Nacional de Belas Artes de Madrid, com o quadro Atalayando
- 1929 — Medalha de Ouro da Exposição Iberoamericana de Sevilha, com o quadro En la raya de Portugal
- 1948 — Medalha de Honra da Exposição Nacional de Belas Artes de Madrid, com o quadro El montero de Alpotreque